# Unhais-o-Velho
Unhais-o-Velho is een plaats (freguesia) in de Portugese gemeente Pampilhosa da Serra en telt 632 inwoners (2001).